# Зиновьев, Дмитрий Николаевич
Дмитрий Николаевич (Никитич) Зиновьев — русский писатель, журналист, издатель-редактор «Казанских известий».
В энциклопедическом словаре Брокгауза и Эфрона его отчество ошибочно указано как Никитич.

## Биография
Сын помещика Казанской губернии надворного советника Н. И. Зиновьева. Служил в армии и вышел в отставку в чине поручика, после чего, в 1786 году, переименованный в титулярные советники, служил по выбору дворянства стряпчим заседателем в уголовной палате Казанской верховной расправы.
Не обладая хорошим образованием Дмитрий Зиновьев, принадлежал к числу любители науки и литературы и, будучи по натуре человеком «живой общественности и широкой деятельной инициативы», предпринял ряд попыток испробовать свои силы на литературном поприще. В 1788 году он издал в Москве в университетской типографии Н. И. Новикова «Топографическое описание Казани и его уезда», а в 1791 году напечатал в московской типографии А. Г. Решетникова авантюрный роман «Торжествующая добродетель или жизнь и приключения гонимого фортуною Селима». Вероятно, Решетников привлек его к участию в издаваемом им журнале «Прохладные часы», в котором появилось (1793, ч. 2, нояб.) принадлежащее Зиновьеву «Похвальное слово <…> князю П. С. Мещерскому».
В 1793 году был «уволен от службы для излечения имеющейся в нем болезни и окончания тяжебных дел». В 1805 году недолго служил заседателем в Казанской палате уголовного суда, а в 1806 году, во время войны с Францией, организовал в Казанской губернии полувоенное формирование и числился «пятисотенным тетюшской милиции».
В 1807 году содержал типографию губернского правления. В том же году он издал ещё две книги: в Москве — один из первых неофициальных печатных источников по истории пугачёвского движения «Михельсон в бывшее в Казани возмущение», в которой использованы рассказы очевидцев, а в Казани, в своей типографии — памфлет «Набат по случаю войны с французами», причём это была первая книга, отпечатанная в этом городе.
Известно, что в 1809 году, после смерти директора казанских народных училищ Волынского, Дмитрий Зиновьев просил попечителя Казанского учебного округа С. Я. Румовского назначить его на эту должность, предлагая исполнять её совершенно безвозмездно, но Румовский почему-то отклонил это ходатайство.
В 1810 году его избирали заседателем в Казанскую палату граждского суда, где он прослужил до 1819 года.
В 1808 году профессор-директор Казанского университета Илья Яковкин и адъюнкт университета Иван Запольский. привлекли Зиновьева к проекту издания в Казани первой периодической газеты. После почти трёхлетних мытарств издание «Казанских известий» было разрешено, и газета стала выходить под редакцией Зиновьева, так как Запольский к этому времени скончался.
Первый номер «Известий» вышел 19 апреля 1811 года. Содержание первого номера «Казанских известий» целиком заключалось в объявлениях от «казённых мест» и «партикулярных людей». Вместо передовой статьи был помещён эпиграф: «Я дело самое в листах сих извещаю, читателей моих не ложно обольщаю». Несмотря на такое крайне скудное поначалу содержание номеров, газета почти сразу подверглась замечанию со стороны Министерства народного просвещения, усмотревшего в новом издании «ошибки не только типографские, но даже против слога и языка». Д. Н. Зиновьеву, по его собственным словам, в тот период «приходилось трудиться одному без наималейшего пособия других»; в типографии не хватало шрифта, наборщиков и газетной бумаги. Иногородние сотрудники, не зная ещё литературных порядков, доставляли статьи «без подписи фамилий», так что печатать их было невозможно.
14 мая 1811 года министр народного просвещения граф А. К. Разумовский сообщил попечителю Казанского учебного округа С. Я. Румовскому, что

Его императорскому величеству благоугодно, дабы я предписал кому-либо из чиновников Казанского университета обратить на сию газету такое попечение, дабы оная издаваема была впредь исправно и пристойнейшим образом выходила бы в свет.
Таким образом, согласно предписанию министра народного просвещения, на Казанский университет возлагалось «попечение» газеты. «Предварительный просмотр» издания поручался профессору Г. Н. Городчанинову и адъюнкту В. М. Перевощикову.
Последующие выпуски газеты, выходившие раз в неделю, хотя и «извещали» почти то же самое, что и первые, но всё же время от времени стали дополняться небольшими литературными заметками самого редактора-издателя. В газете появилась рубрика «Полезное» со статистическими данными местно-областного характера. В четвёртом номере «Известий» было напечатано заявление редактора о том, что он предлагает премию (золотую медаль в 10 червонцев) тому из казанских помещиков, кто с успехом засеет растущую в Казанской губернии траву щелкунец и выработает из её семян «масло, годное в хозяйстве и врачевстве». В пятом номере была напечатана статейка издателя «Весна», в девятом номере — анекдоты «для приятного препровождения времени», а в одиннадцатом — его же заметка «Нечая о г. Свияжске, описывающая местоположение города и его окрестностей».
Однако, несмотря на университетскую цензуру, помещённый в выпуске № 9 «Анекдот о философе Малербе» вызвал новое замечание Министерства народного просвещения, за его якобы неприличное содержание.
Анекдот представлял собой рассказ о Малербе, помещённый в рубрику «для приятного препровождения времени»:

«Философ Малерб за час до смерти своей привстал с постели и как бы слушал нечто с большим вниманием. Духовник предлагал ему начать исповедь и, описывая богатства будущей жизни, спрашивал его: не предчувствует ли он чего небесного? — Всё земное, отец мой, все ещё земное, и небесного я ничего не чувствую — отвечал Малерб: — штиль рассказов твоих приближает только конец мой».
Этот анекдот, которому сам Д. Н. Зиновьев не придавал, очевидно, никакого особенного значения, побудил начальство принять против издателя новые репрессивные меры: он был совсем устранён от редакторства.
Отстраненный от редакторства газеты, Зиновьев, тем не менее, продолжал сотрудничать в ней, помещая разные статьи. Из них известны следующие: 1) «О казанском пороховом заводе и размерах его производства». 2) «О суконной фабрике в селе Алексеевском, Лаишевского уезда». 3) «О мыльных заводах Казани — количество и ценность производства». 4) «О рыбе-железнице — способ заготовления её в крае чувашами и черемисами». 5) «О доброте и свойствах вод в Казани и причиняющихся людям болезнях и скотских падежах». 6) «О произрастениях Казанской губернии, достойных внимания по употреблению их простым народом во врачеванье, в пищу и в хозяйстве». 7) «О разведении в Казанской губернии сурепицы и способах приготовления из семян её кофе». 8) «О разведении фабрик для выделки съедобного масла». 9) «О разведении койды, доставляющей синюю краску». 10) «О городе Лаишеве» (важность, население, промыслы). и 11) «Казанские записки» (важность Казани, её положение и легенды о происхождении, а также и описание городища Иска-Казань, то есть Старая Казань).
Известен факт, что во время страшного казанского пожара 1815 года в то время, когда население было охвачено паникой, Зиновьев не потерял присутствия духа, помогал многим несчастным в горевших домах и вынес из присутствия уголовной палаты многие дела и казну, а также спас многие документы из губернского архива и приказа общественного призрения.
Кроме литературной и издательской деятельности Зиновьев живо интересовался сельским хозяйством и различными вопросами сельскохозяйственной и вообще промышленной техники. Он то открывал какое-то водяное растение, приносящее орехи, и сообщал об этом Императорскому вольно-экономическому обществу, то посылал в Академию наук образцы серного колчедана, обнаруженные им на Каме близ Лаишева, то производил разнообразные сельскохозяйственные опыты и доводил о результатах до сведения тогдашних специальных учёных обществ. По всей вероятности, эти опыты и сообщения не лишены были некоторого значения. По крайней мере Зиновьев был удостоен от Императорского вольно-экономического общества 3-х золотых медалей и, кроме того, избран в число членов разных специальных обществ, таких как Императорское вольно-экономическое, Харьковское филотехническое, Финляндского филотехническое общества.
Состоял в переписке с В. Н. Каразиным.